# 살루메

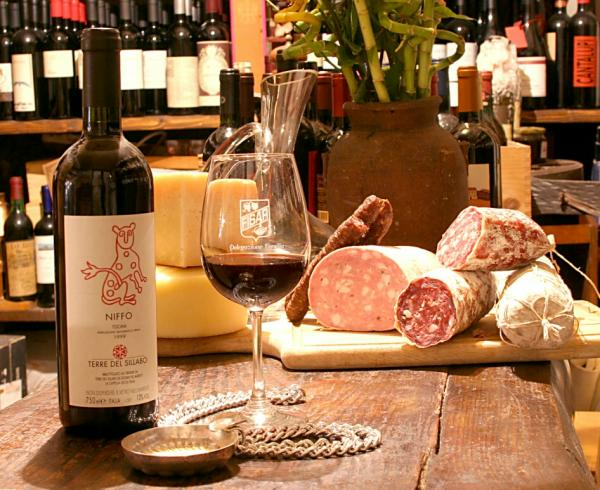
이탈리아 포도주와 살루미

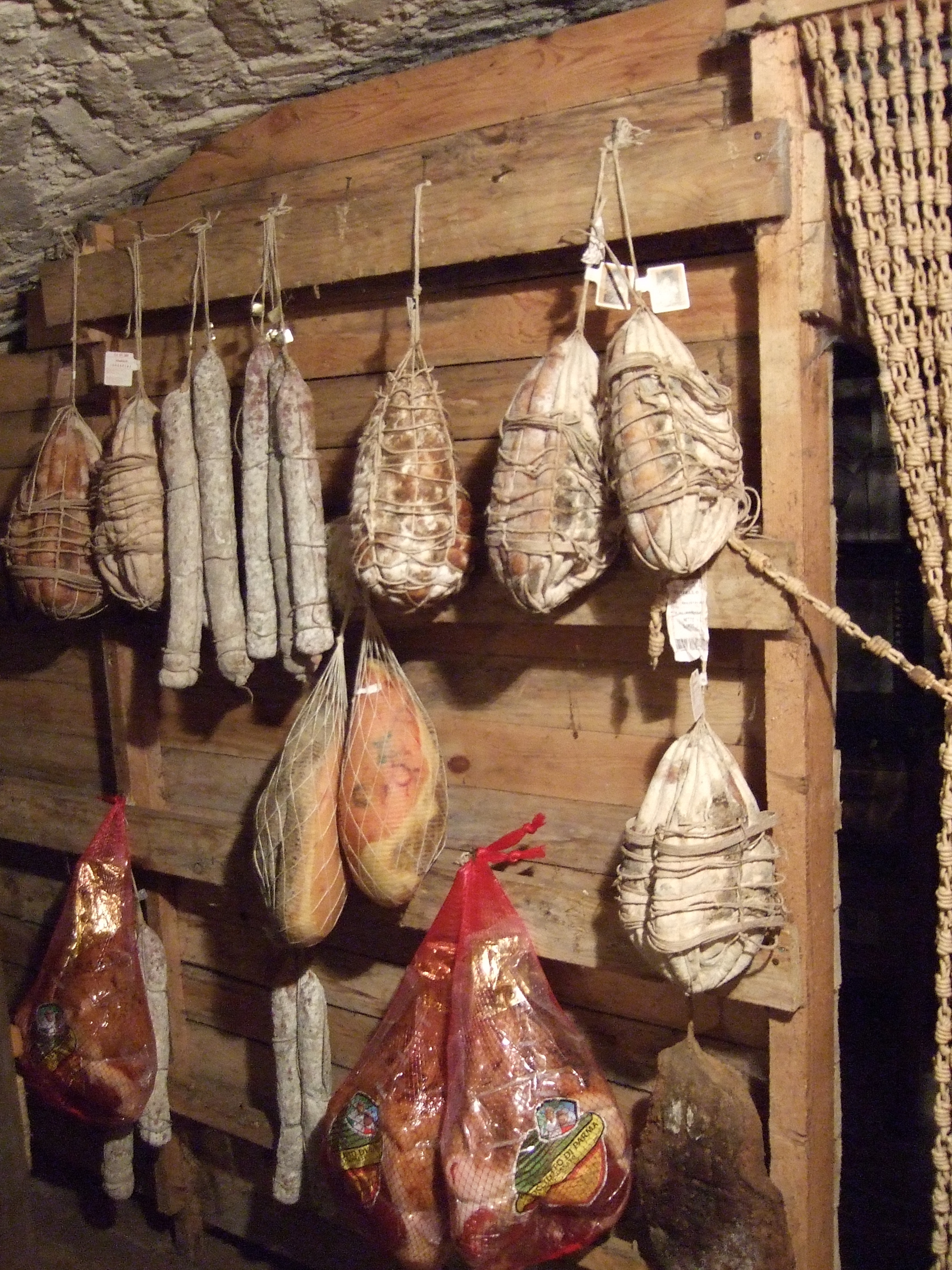
숙성 살루미

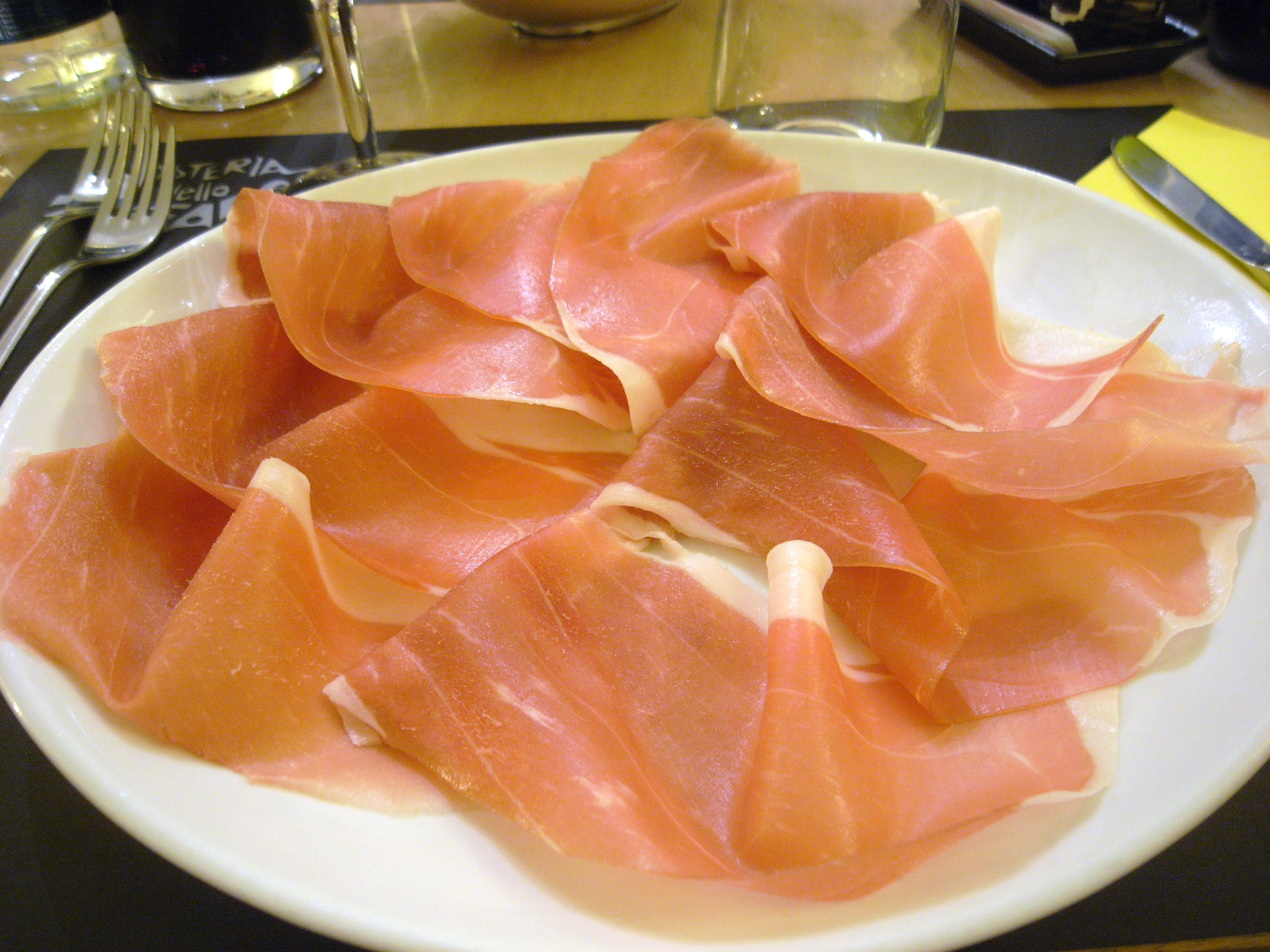
파르마의 프로슈토

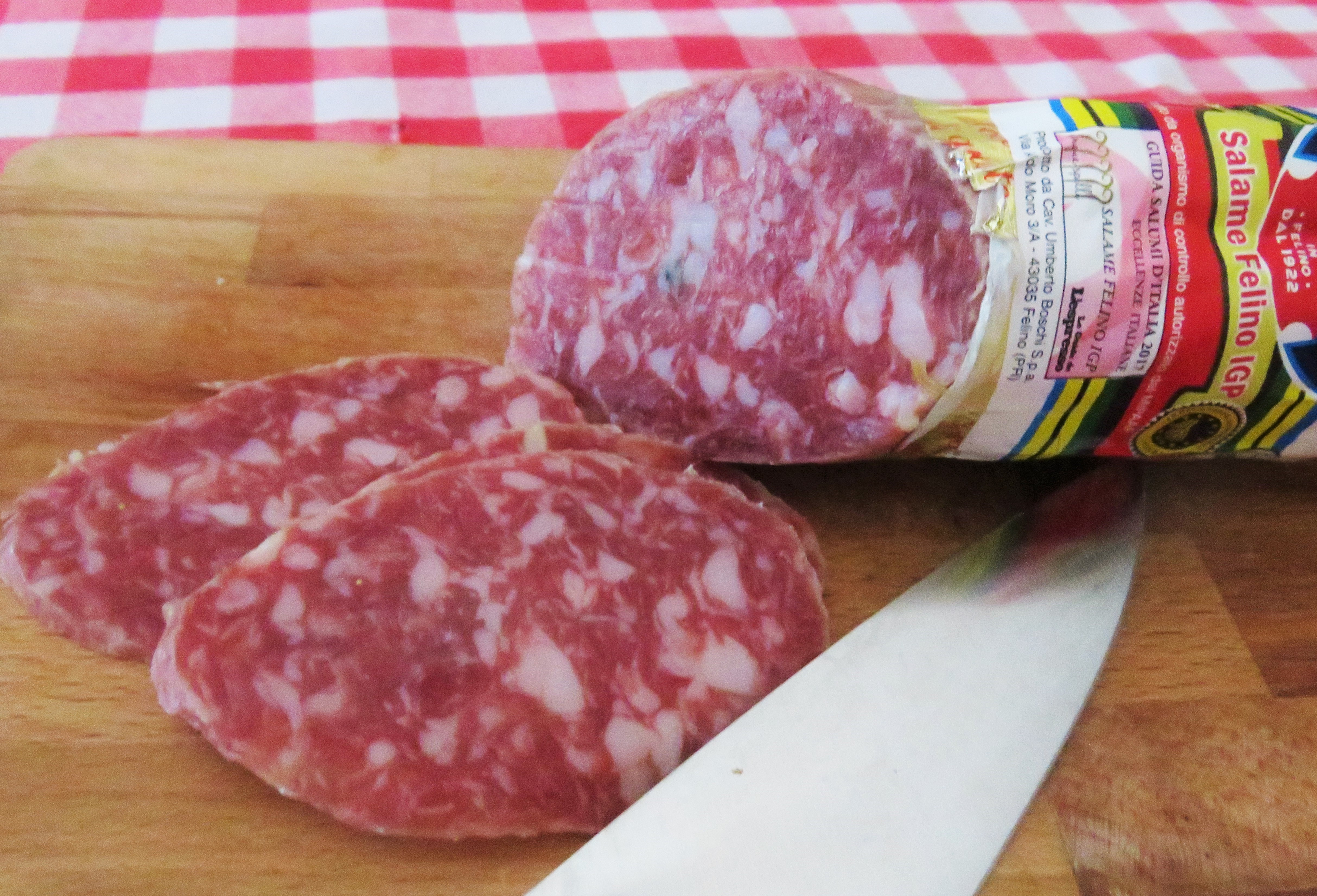
펠리노의 살라메

살루메(이탈리아어: salume, [saˈluːme]) 또는 살루미(복수형: salumi)는 안티파스토의 전형적인 이탈리아 육류 제품으로, 주로 돼지고기로 만들어지고 훈제된다. 살루미에는 소고기로 만든 브레사올라와 모르타델라, 프로슈토와 같은 조리된 제품도 포함된다.
'소금에 절인 고기'를 의미하는 살루메라는 단어는 '소금'을 의미하는 라틴어 sal에서 유래했다.
살루미의 예는 다음과 같다.
- 프로슈토 - 건조 숙성 햄, 얇게 썰어 익히지 않은 채로 제공(프로슈토 크루도)

- 프로슈토 디 파르마
- 프로슈토 디 산 다니엘레
- 스펙 알토 아디제 - 이탈리아 남티롤의 건조 숙성 햄
- 쿨라텔로
- 쿨라치아/쿨라타

- 카포콜로, 코파 또는 카피콜라라고도 함 - 이탈리아와 프랑스의 돼지고기 콜드컷
- 브레사올라 - 공기 건조 및 소금에 절인 쇠고기
- 코테키노 - 천천히 조리한 돼지고기 소시지
- 코테키노 모데나 - 모데나의 신선한 돼지고기 소시지
- 과안치알레 - 돼지 뺨 또는 볼살로 조리
- 라르도 - 이탈리아식 숙성 및 양념 돼지 지방 스트립
- 론자와 론지노 - 숙성 돼지고기 등심으로 만든 살루미
- 모르타델라 - 잘게 갈은 숙성 돼지고기로 만든 소시지
- 'Nduja - 칼라브리아의 매콤하고 펴 바를 수 있는 돼지고기 소시지
- 판체타 - 돼지 뱃살로 만든 것
- 살라미 – 숙성 소시지, 발효 및 공기 건조 육류

- Salame Felino – 전통적으로 파르마도의 펠리노와 다른 마을에서 생산되며 prodotto agroalimentare tradizionale(PAT) 자격을 갖춤
- Salame genovese di Sant'Olcese
- Soppressata – 건조 살라미
- Strolghino – 얇고 살코기 숙성 소시지
- Ciauscolo – 마르케와 움브리아의 훈제 및 건조 숙성 소시지

## 같이 보기
- 살라미